# 龙岗墓群
龙岗墓群位于中国辽宁省锦州市北镇市富屯乡龙岗子村，於2013年3月被列入第七批全国重点文物保护单位。龙岗墓群已发现的墓葬共三座，其中1970年发现两座，1975年发现一座。三座墓均已被盗严重。1970年发现的两座墓葬出土了墓志，据此认定为耶律宗政与妻子合葬墓、耶律宗允墓。1975年发现的墓葬中有壁画。1970年发现的两座墓葬，墓志中提到了辽显陵和辽乾陵，为研究辽显陵、辽乾陵的位置提供了线索。有研究者认为龙岗子村的琉璃寺就是辽显陵的所在。目前，耶律宗政墓对外开放，但保存不善。

## 发现
1970年，龙岗子村村民张少英在房后挖掘防空洞时意外发现了两座墓葬。考古人员在清理时发现了三块墓志，证实这两座墓葬分别是耶律宗政与妻子合葬墓、耶律宗允墓，两墓葬分别建于辽晚期的公元1062年和1065年。耶律宗政和耶律宗允是兄弟，为辽圣宗耶律隆绪的侄子。发现时，两座墓葬都已被盗，耶律宗政墓仅出土两方墓志和一件金镯（一说还有铜镜、铜钱等），耶律宗允墓只出土了一方墓志。两墓相距30米，方向平行。耶律宗政墓为砖券墓，长7米，宽9米，两侧各有一个侧室。根据墓志，耶律宗政为辽景宗耶律贤孙、秦晋国王耶律隆庆长子。其妻秦晋国妃萧氏是辽景宗的外孙女，卫国公主耶律长寿女和萧排押之女，辽圣宗耶律隆绪和秦晋国王耶律隆庆的外甥女，16岁嫁给舅舅耶律隆庆为秦晋国妃，同年耶律隆庆死，她后来奉诏嫁给耶律隆庆子耶律宗政。然而，耶律宗政却不愿意娶她。耶律宗政至死没有同她共同生活，且终身未娶。萧氏则第三次奉诏嫁给了刘二玄。耶律宗政死后七年，秦晋国妃也死了，皇帝下诏打开耶律宗政墓，将秦晋国妃与耶律宗政合葬。
1975年，龙岗子村又发现了一座古墓，墓室包括墓道、墓门、甬道、墓室和耳室，已经被盗。墓室内有一具石棺，棺盖和棺座已经分离，尸骨已经不存。甬道、耳室的壁上存有壁画，绘有侍女、飞天、仙鹤等。考古工作者判断此墓为辽墓，将墓封闭以利保护。
1980年，龙岗子村的三座墓葬被定名为“龙岗墓群”。

## 研究

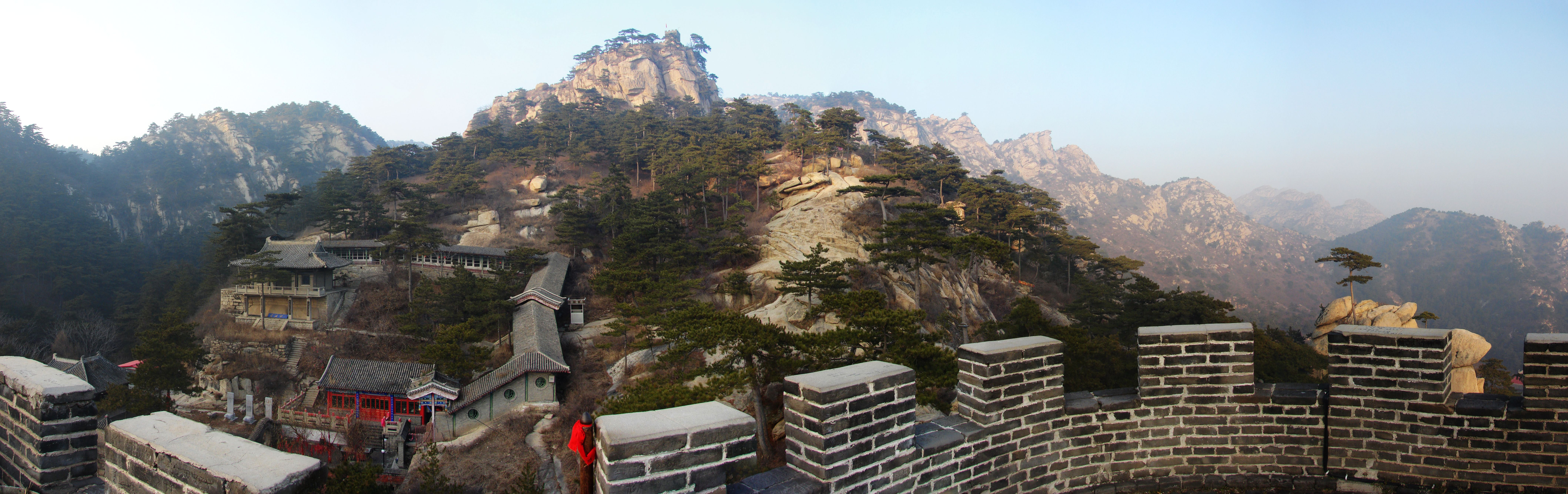
部分辽代皇陵的所在地医巫闾山

长期以来，辽世宗显陵和辽景宗乾陵的具体位置一直不详。龙岗墓群的三方墓志，为寻找辽显陵、辽乾陵提供了线索。耶律宗政墓志中记载其于清宁八年十月二十七日“归葬于乾陵”，紧邻的耶律宗允墓墓志记载耶律宗允于咸雍元年四月十一日“陪葬于乾陵”。按这两方墓志推断，辽乾陵应该就在附近。但是，耶律宗政妻秦晋国妃的墓志记载咸雍五年十一月十日“有诏于显陵开魏国王玄堂而合焉”，并未提到乾陵，却提到了显陵，这使人们对前一种猜测产生了怀疑。不过，有研究者认为这并不矛盾，乾陵可能与显陵相距不远，墓志中记载陪葬显陵与陪葬乾陵没有区别。
龙岗墓群位于医巫闾山中，史籍记载辽显陵、辽乾陵均位于医巫闾山。辽代最后一个皇帝天祚帝耶律延禧也葬在这座山中。显陵建于947年，本是辽世宗耶律阮为其父东丹王耶律倍所建的陵墓。耶律倍为辽太祖耶律阿保机长子，未能继承皇位，后出国避难，客死于后唐。耶律倍入葬显陵后，辽世宗在显陵附近设显州，派军队保护显陵。950年，辽世宗崩，不久也葬入显陵。世宗子耶律贤在遼穆宗遇刺后即位，为辽景宗。景宗死后，也葬在医巫闾山，其陵称为乾陵，后来乾陵附近设置了乾州。辽末国势衰微，金太祖完颜阿骨打率兵攻打辽国时，多次毁坏辽墓，史书记载乾、显二州多次遭到焚掠。
第二次全国文物普查之后，龙岗子村附近发现了很多辽代遗存。龙岗子村曾发现了凤凰盔、佛珠、石人、石马头像、琉璃、青砖，怀疑与辽代高级墓葬有关。发现的一件金镯据说与耶律宗政墓出土金镯是一对。另外，有村民称其还曾发现一座绘有壁画的空墓穴。距龙岗子村1公里处的琉璃寺遗存有很多黄色、绿色琉璃瓦，琉璃寺已经不存。当地民间传说，辽太子曾在此寺出家，求母亲为寺赐名，皇后赐名“留儿寺”，后因寺顶覆琉璃，寺名遂讹传为“琉璃寺”。有研究者认为琉璃寺即辽显陵址。1934年，史学家金毓黻赴医巫闾山调查辽陵，在日记中写道：“医巫闾山绝顶，有望海、琉璃两寺，两寺之间山势稍平，衰草乱石中，有断碣上镌文曰：大辽东丹王耶律倍之墓”。但此碑现已不见踪影，考古学者对金毓黻的说法仍然存在怀疑。龙岗子村北、一山之隔的富屯乡新立村曾发现红绿琉璃瓦、花纹辽砖、青砖砌成的墙等，研究者认为这可能是影殿或显州的遗存。

## 现状
目前，耶律宗政墓对外开放，但保存不善，目前已非常破败。耶律宗政墓入口处只搭有一个简陋的木质顶棚遮雨，部分木头已经朽坏，遮雨效果很差；墓道长期被雨水冲刷，壁画已经被完全毁坏；墓室中原有的墓灯被打碎，香柏质八角亭也已被毁。此外，耶律宗政墓还遭受了一次火灾。1975年发现的墓葬已经封闭，以便保护。有传闻称，龙岗子村中还有若干尚未被考古人员发现的大墓被盗。
1988年12月20日，龙岗墓群被列入第四批辽宁省文物保护单位。2013年3月，龙岗墓群升级为第七批全国重点文物保护单位。